# Help! (film, 1965)
Pour les articles homonymes, voir Help et Au secours ! (homonymie).
Pour plus de détails, voir Fiche technique et Distribution.
Help!, sorti initialement en France sous le titre Au secours !, est un film musical britannique de Richard Lester sorti en 1965, mettant en vedette les Beatles, ainsi que Leo McKern, Eleanor Bron, Victor Spinetti, John Bluthal, Roy Kinnear et Patrick Cargill.
Contrairement à leur premier film, qui a pour toile de fond la Beatlemania et le travail quotidien du groupe, Help! est une œuvre de pure fiction qui les voit confrontés à une secte maléfique, mais conserve l'humour burlesque typiquement britannique de son prédécesseur. Des quatre Beatles, le rôle principal revient à Ringo Starr, l'anneau qu'il porte au doigt se trouvant au centre de l'intrigue.
La bande originale, composée de sept chansons, est, quant à elle publiée, dans l'album du même nom ; une version augmentée de sept autres chansons sur la deuxième face en Angleterre et, en Amérique du Nord, une autre rajoutant des pièces instrumentales aux sept chansons de la première face du disque anglais.
Malgré d'assez bonnes critiques lors de sa sortie, le film ne connaîtra pas le même succès que A Hard Day's Night, mais son côté surréaliste et burlesque influencera de nombreuses séries de télévision des années 1960 comme Batman ou The Monkees.

## Synopsis
Swami Clang (Leo McKern), le grand prêtre d'une mystérieuse secte orientale découvre soudain la disparition d'une bague sacrée indispensable à son culte. Elle devrait se trouver au doigt d'une jeune femme promise au sacrifice de la déesse Kaili. Or, il se trouve que c'est Ringo, le batteur des Beatles, qui la porte à son doigt. Plus tard, on apprend qu'il l'a reçue avec une lettre de fan. Déterminé à récupérer cette bague, le grand prêtre, la prêtresse Ahme (Eleanor Bron) et plusieurs membres de la secte dont Bhuta (John Bluthal) entament alors la « chasse aux Beatles » tout autour du monde.
La nuit venue, alors que tous les Beatles sont endormis, un projecteur apparaît dans la pièce et illumine chacun des Beatles à tour de rôle jusqu'à ce qu'il s'installe finalement sur Ringo. Une petite porte dans le mur à côté de son lit s'ouvre et une canne à lancer en sort. Elle retire les couvertures de l'oreiller de Ringo, mais trouve ses pieds à la place. Elle retire alors les couvertures jusqu'à ce que sa main portant l’anneau soit exposée. Ahme attrape alors l'anneau avec la canne, mais elle ne peut pas l'enlever du doigt de Ringo. Elle tire de plus en plus fort jusqu'à ce que Ringo tombe du lit. Ahme se retire rapidement, alors que Ringo se relève. Perplexe, il réveille John croyant que ce dernier était en train de lui faire une blague. John le nie et décident de réveiller Paul et George.
Après plusieurs tentatives pour voler l'anneau sans que Ringo ne s'en rende compte (tronçonneuse, canne à lancer, distributeurs piégés, ascenseurs magnétisés), la secte décide de l'affronter dans un restaurant indien. Dans la cuisine, un chef est traîné hors de la pièce par un membre de la secte. Ringo apprend alors qu'il sera la prochaine victime à être sacrifiée. Ringo découvre que l'anneau est coincé sur son doigt et qu'il lui est totalement impossible de le retirer.
Le groupe se rend ensuite chez un bijoutier (Peter Copley) dans l'espoir d'enlever l'anneau mais les outils que ce dernier utilise finissent en mille morceaux. Désespérés, ils ont recours aux services de deux scientifiques délirants, Foot (Victor Spinetti) et son assistant Algernon (Roy Kinnear), qui veulent dominer le monde. Leur laboratoire est composé d'équipements fabriqués en Angleterre alors que Foot dédaigne tout ce qui est britannique. Alors que son équipement s'avère n'exercer aucun effet sur l'anneau, il décide de l'obtenir par ses propres moyens. Avant qu'il ne puisse le faire, Ahme entre, armée d'un pistolet, sauve le groupe et retourne avec eux dans leur maison commune.
Désormais amie avec le groupe, Ahme les prévient que sa sœur, qui avait été choisie pour être sacrifiée à Kaili, est maintenant hors de danger. Ringo est désormais la prochaine victime promise au sacrifice. Elle propose à Ringo de lui injecter un liquide magique qui rétrécirait son doigt afin que l'anneau puisse se dégager. Alors qu'elle prépare l'injection, la bande de Kaili commence à marteler aux portes. Effrayée, Ahme laisse tomber l'aiguille dans la jambe de Paul qui commence à rétrécir. Elle décide alors de s'enfuir. Les membres de la secte entrent par effraction dans la maison et un combat s'ensuit. Pour accomplir le sacrifice, Ringo est recouvert de peinture rouge qui, de ce fait, ruine son plus beau costume. Les garçons sont tirés de ce mauvais pas par l'intervention de Foot et d'Algernon, mais ces derniers les menacent à leur tour pour que leur soit remis l'anneau. Le retour à la taille normale de Paul crée une diversion qui permet à John de mettre les deux scientifiques en déroute. Dès lors, les quatre compères sont pourchassés d'un côté par Clang et ses hommes de main, de l'autre par Foot et Algernon. Heureusement, ils peuvent toujours compter sur le soutien d'Ahme.
Les Beatles décident de fuir l'Angleterre et se réfugient à Obertauern dans les alpes autrichiennes. Au son de Ticket to Ride, ils se débattent dans la neige et apprennent à skier. Pendant ce temps, Foot et Algernon, assis sur un télésiège en tenant un lasso, aperçoivent le groupe descendant la piste de ski en luge. Algernon lance alors le lasso jusqu’aux pieds de Ringo qui finit par être emporté, laissant les trois autres Beatles glisser vers le bas de la colline. Pendant quelques instants, Ringo se retrouve la tête à l’envers, mais la corde finit par se briser. En dévalant la montagne, il retrouve ses compères et poursuivent leur chemin. Non loin d'eux, un bonhomme de neige, les observent à travers des jumelles. On apprend alors que ce bonhomme n'est autre que Clang déguisé. Pourchassés une nouvelle fois par Clang et plusieurs membres de la secte déguisés en bonhommes de neige, les Beatles, dans leur fuite, repèrent Ahme, qui leur dit d'aller à droite. Clang qui est à ski, les poursuit, mais quand il rencontre Ahme, elle lui dit d'aller à gauche. Suivant ses instructions, il finit par effectuer un impressionnant saut à ski. Clang atterrit devant une impressionnante foule de skieurs, d'officiels, de spectateurs et d'une fanfare. Trois officiels le traînent jusqu'à un podium, où il reçoit une médaille d'or. L'orchestre joue son hymne national et le drapeau de son pays est hissé (bien que Clang soit censé venir d'Inde, l'hymne et le drapeau semblent être fictifs pour les besoins du film).
Les Beatles s'aperçoivent qu'ils sont toujours pourchassés et vont donc demander protection à Scotland Yard. Le surlendemain, ils enregistrent quelques titres de leur prochain album en plein air, sous la protection de plusieurs tanks et de militaires embusqués. Clang et ses hommes répliquent par tout un arsenal de canons et bazookas, changeant le lieu d'enregistrement en véritable champ de bataille. Les Beatles abandonnent le studio improvisé aux premières détonations et trouvent refuge dans un tank piloté par Ahme. Ce dernier est finalement touché par un bazooka, mais l'équipage a eu le temps d'abandonner le véhicule au moment où il traversait une meule de foin.
Supposés morts par Clang et ses troupes, les Beatles bénéficient d'un peu de repos, qu'ils vont passer à Buckingham Palace. Une fois en lieu sûr, John, Paul et George ne peuvent s’empêcher de faire remarquer à Ringo qu'ils ont tous trois risqué leurs vies, et exigé la protection de la police pour préserver un simple doigt, inutile de surcroît puisque sa disparition ne l'empêchera pas de jouer de la batterie. Mais Ringo refuse obstinément de se séparer de son annulaire.
La chasse aux Beatles devient de plus en plus acharnée : attaqués de toutes parts, que ce soit dans la rue ou dans le plus proche bistrot, les quatre compères s'en sortent toujours in extremis soit grâce à l’intervention d'Ahme qui doit également veiller à ne pas se trahir après des siens, soit grâce à celle de la police. Ils finissent par se déguiser et par sauter dans un avion en partance pour les Bahamas. L'occasion pour eux d'interpréter une nouvelle chanson tout en flirtant avec de belles créatures, jusqu'à ce que les troupes de Clang se remettent à leur poursuite.
Après avoir pour la énième fois pris la poudre d'escampette, les Beatles finissent par changer de stratégie sous l'impulsion de John et se mettent à la recherche du temple où doit avoir lieu le sacrifice. Clang a en effet déplacé le temple aux Bahamas pour répondre aux exigences du sacrifice. En essayant de retrouver l'endroit qu'Ahme leur avait brièvement dévoilé en tentant de les cacher, les Beatles et le chef de Scotland Yard tombent dans un piège tendu par Clang. Dans la confusion qui s'ensuit, George prend la fuite, tandis que Ringo est enlevé par Scott et Algernon, eux aussi embusqués. Il est tiré d'affaire grâce à George qui parvient à immobiliser la voiture des deux scientifiques.
Le chef de Scotland Yard décide de mettre en œuvre un plan censé neutraliser Clang et ses hommes. La police leur tend des embuscades où l’appât n'est autre qu'un des Beatles déguisé en Ringo Starr. Néanmoins, le véritable Ringo Starr est finalement kidnappé. Croyant à un coup de Clang, la police prend du retard à interroger les prisonniers, alors que les vrais coupables sont Scott et Algernon. Ringo est ligoté à l'arrière de leur bateau, tandis que Scott s'apprête à l'opérer pour lui enlever l'anneau. Ahme profite de ce que les deux scientifiques sont à l'intérieur du bateau en train de réparer le stérilisateur pour libérer Ringo, mais elle se fait pincer au moment où elle va injecter de nouveau un produit au batteur. En reconnaissant un jus obtenu par distillation d’orchidées rarissimes, Scott et Algernon abandonnent la chasse à l'anneau et récupèrent le produit à la place. Ahme et Ringo prennent la fuite au moment où Scott s’aperçoit qu'il aurait besoin d'un participant de la secte pour lui traduire ce qui est écrit sur l'échantillon qu'il vient d'obtenir. Mais en sautant du bateau, ils tombent entre les mains des hommes de Clang.
Ringo et Ahme reprennent leurs esprits sur une plage où ils sont tous les deux immobilisés. Les partisans de la secte ont installé la statue de Kaili sur la plage et sont en train de recouvrir Ringo de peinture rouge. Ce dernier paraît livré à lui-même quand il s'aperçoit que les hommes de Clang se sont embusqués sur la plage pour pallier toute attaque extérieure. Alors que Clang commence à réciter les prières d'usage face à la statue de Kaili, le reste des Beatles, le chef de Scotland Yard et la Royal Bahamas Police Force se dirigent en courant vers Ringo qui a réussi à se dégager en partie de ses cordages. Ce dernier perd alors l'anneau en faisant un geste d’avertissement à ses amis. Enfin libéré de toute menace, Ringo finit par se dégager avant de passer l'anneau au doigt de Clang qui, trop absorbé par son rituel ne s'est aperçu de rien. Il rejoint le reste des Beatles tandis que la police se jette sur les hommes embusqués, et qu'une Ahme vengeresse se précipite vers Clang avec le couteau sacrificiel à la main.
Le film s'achève par une bataille générale entre la police et les troupes de Clang, sous l'accompagnement de la chanson Help!, qui servait également d’ouverture au film.

## Fiche technique
- Titre original : Help!
- Titre provisoire: Eight Arms to Hold You
- Titre français et québécois : Au secours ![1],[2]
- Titre italien : Aiuto!
- Titre allemand : Hi-Hi-Hilfe!
- Titre espagnol : ¡Socorro!
- Réalisation : Richard Lester
- Scénario : Marc Behm, Charles Wood (en)
- Production : Walter Shenson
- Société de production : United Artists
- Budget : 1 500 000 $ (environ)
- Musique : The Beatles, Ken Thorne
  - Chansons : John Lennon, Paul McCartney, George Harrison produites par George Martin
- Éditeur musical : Barry Vince
- Directeur de production : John Pellatt
- Photographie : David Watkin
- Cadreurs : Jack Atchelor, Paul Wilson
- Montage : John Victor Smith
- Effets spéciaux : Cliff Richardson
- Directeur artistique : Raymond Simm
- Maquillage : Freddie Williamson
- Coiffure : Betty Glasow
- Costumes : Julie Harris, Dinah Greet, Arthur Newman
- Son : Dickie Bird
- Assistant de production : Clive Reed
- Pays d'origine : Royaume-Uni
- Format : Couleurs (Eastmancolor) - 35 mm – 1.66:1 - Mono
- Genre : Film musical, comédie
- Durée : 92 minutes

## Distribution
- Ringo Starr : Ringo
- John Lennon : John
- Paul McCartney (VF : Jacques Bernard) : Paul
- George Harrison : George
- Leo McKern : le grand prêtre Swami Clang
- Eleanor Bron : la prêtresse Ahme
- John Bluthal : le prêtre Bhuta
- Victor Spinetti : le professeur Foot
- Roy Kinnear : Algernon, l'assistant de Foot
- Patrick Cargill : l'inspecteur de Scotland Yard
- Mal Evans : le plongeur
- Zienia Merton : Marie-Lise
- Alfie Bass : Doorman
- Warren Mitchell : Abdul
- Peter Copley : le bijoutier
- Bruce Lacey : le jardinier
- Jeremy Lloyd : le patron du restaurant indien (non crédité)

## Production

### Genèse
En 1965, les Beatles sont au sommet de leur popularité, ils ne peuvent se déplacer sans être accompagnés par des foules de groupies en délire. Ils demeurent toutefois fidèles à eux-mêmes et restent décontractés. Après A Hard Day's Night, Richard Lester réalise The Knack... and How to Get It, avec lequel il récolte la palme d'or au Festival de Cannes en 1965. Pour son prochain film avec les Beatles, le réalisateur ne veut ni d'un documentaire romancé, ni d'un film sur leur vie privée. Il opte donc pour une intrigue et se charge de la mise en scène.
Épuisés après une année de célébrité internationale et de pressions, le groupe se montre moins enthousiaste à l'idée de gambader à nouveau sur grand écran lorsque le film est annoncé en octobre 1964 : « Nous ne sommes pas de très bons acteurs. », confie Paul McCartney à un reporter, avant d'admettre que John et Ringo s'en tirent bien. John Lennon renchérit : « Le monteur s'arrange pour qu'on ait à peu près l'air de jouer, mais on n'y connaît rien.» De son côté, George Harrison espère « qu'il n'y aura pas de chansons dedans. Et la couleur ne me gêne pas, tant que ça ne veut pas dire qu'on doit se balader en chemise rouge, comme l'a fait Cliff. Je n'aime pas ça. » Au lieu de jouer leur propre rôle, les Beatles doivent se contenter d'incarner leurs propres caricatures et Ringo Starr, qui avait été couvert d'éloges pour sa prestation dans A Hard Day's Night, tient le rôle principal. « Ringo s'est avéré le plus prometteur en termes de potentiel cinématographique, admet l'attaché de presse du groupe, Tony Barrow. Il était naturellement doué pour la comédie et n'avait aucun mal à faire des grimaces. Il y avait des côtés farfelus dans sa personnalité qui passaient bien à l'image. » Durant tout le tournage, les Beatles « fument de la marijuana dès le petit déjeuner », comme le racontera John Lennon, ce qui les rend difficilement accessibles.

Concernant les seconds rôles, l'actrice Eleanor Bron, vedette de l'émission de télévision Not So Much A Programme, More A Way Of Life, est choisie pour interpréter le rôle de la prêtresse Ahme. 

« J'ai passé un entretien, et à la fin, ils m'ont dit que j'avais le rôle. J'étais ébahie, et je ne réalisais pas sur le moment. Je vivais en Amérique, et j'ignorais ce qui s'était passé en Angleterre. De retour de New York, je voyais partout des photos de ces jeunes garçons avec la coupe au bol, qui sautillaient sur King's Road. J'étais très timide, et j'ai mis un moment avant de me rendre compte de l'importance de la situation. C'était comme toucher de l'or. »

— Eleanor Bron

### Scénario
Avec son ami Joe McGrath, Lester conçoit une intrigue étonnante : Ringo, se croyant atteint d'une maladie mortelle, embauche un tueur à gages pour qu'il l'assassine soudainement et sans douleur. Le lendemain, il apprend qu'il y a eu une erreur de diagnostic, mais il n'arrive pas à joindre son meurtrier. Le tout est émaillé de gags hilarants. Malheureusement, un autre film tourné au même moment, Les Tribulations d'un Chinois en Chine avec Jean-Paul Belmondo, possède exactement la même intrigue.
Lester se tourne alors vers le scénariste américain Marc Behm, qui a travaillé sur le film Charade avec Audrey Hepburn. Dans son histoire, Ringo est toujours en péril, mais cette fois-ci parce qu'il détient sans le savoir une bague sacrée, faisant de lui la victime d'un sacrifice perpétré par une secte orientale maladroite dirigée par Leo McKern. Sentant que le résultat ne fait pas assez « british », Lester demande au dramaturge anglais Charles Wood (en) d'y mettre son grain de sel.

### Choix du titre
Au départ, le titre de travail du film est simplement Beatles Two. Le groupe suggère High-Heeled Knickers, parodiant le hit de Tommy Tucker, High-Heeled Sneakers. Le producteur Walter Shenson propose The Day The Clowns Collapsed, tandis que George Harrison contre-attaque avec Who's Been Sleeping In My Porridge. Puis on suggère Help mais ce titre est déjà légalement enregistré pour un autre projet. Ringo Starr suggère de le nommer Eight Arms To Hold You en rapport avec une statue visible dès les premières images. Ce titre est refusé par le groupe, prétextant qu'il leur est impossible de composer une chanson sur un tel sujet. Par contre, c'est ce titre qui se retrouve sur l'étiquette du 45 tours de la chanson Ticket to Ride publié par Capitol Records le 19 avril.
Ce sera finalement Help!, qui s'avère possible à utiliser en raison du rajout du point d'exclamation présent en 5e caractère. À partir de ce titre, John Lennon compose en urgence, un après-midi d'avril 1965, à partir d'une ébauche déjà écrite, et avec l'aide de Paul, une chanson qui va devenir un tube mondial. Paul travaille pour sa part, tout au long du tournage, sur un nouveau titre qu'il rejoue sans arrêt dès qu'il est proche d'un piano. « Nous avons passé près de quatre semaines en studio pour le tournage de Help!, se souvient Lester. Il y avait un piano dans le studio, et il jouait sans cesse ce Scrambled Eggs (œufs brouillés). C'est devenu tellement intolérable que je suis allé lui dire : « Si tu joues encore une fois cette chanson, je fais enlever le piano. Finis-la ou abandonne ! ». ». Cette chanson deviendra finalement Yesterday qui n’apparaîtra pas dans le film mais qui sera placée sur la face 2 du disque britannique.

### Tournage
Le tournage de Help! débute aux Bahamas le 22 février 1965 et dure onze semaines. Grâce au succès planétaire de A Hard Day's Night, le film se voit octroyer par United Artists un budget bien supérieur et le privilège de la couleur.

### Scènes coupées
La scène où George se retrouve sous une bulle de verre incassable portant un masque aux traits de Ringo ni celle des membres du groupe coursant dans des voitures sport n'ont pas été vue dans le montage final. On peut par contre voir une partie de celles-ci dans une des bandes annonce du film[réf. nécessaire].
Une seconde scène qui se passe dans le studio de répétition du personnage Sam Ahab jouée par Frankie Howerd et accompagnée par une jeune actrice nommée Wendy Richard a elle aussi été coupée. Howerd, qui est un comédien très professionnel, trouve déplaisante l'attitude bon enfant des Beatles. Ceci empêche la chimie entre lui et Paul McCartney de prendre et la scène tournée est tombée à plat.

### Dédicace
Pour une raison inexpliquée, humour britannique ou réel hommage au combat de l'inventeur pour faire reconnaître son invention, au début du générique de fin, le film est dédié à la mémoire de Elias Howe, pionnier de la machine à coudre en 1846.

## Sortie et accueil

### Sortie du film
La première de Help! a lieu à Londres le 6 juillet 1965 au London Pavilion, en présence de la famille royale et de la princesse Margaret.

### Accueil critique
À sa sortie, le film reçoit généralement des critiques positives, mais ne remporte pas le succès comparable à celui qu'avait rencontré A Hard Day's Night.
Dans un sondage effectué par le Melody Maker au milieu de l'été 1965, Ringo se taille la part du lion : 60 % des personnes interrogées estiment que c'est lui qui a le plus de présence dans le film. « Sir Laurence Olivier should watch for Ringo ! », prévient l'hebdomadaire. Le Daily Express annonce que « la réalisation de M. Lester est un plaisir à regarder. Et les Beatles sont ce qu'on a fait de plus proche des Marx Brothers. » Le Daily Mirror n'est pas de cet avis : « Le film repose lourdement sur le sourire agréablement vacant de John Lennon, le charme lisse de Paul, les cheveux longs et le physique engageant de George et les airs ténébreux et canailles de Celui au Long Nez. »
Lorsque le film sort en France en septembre 1965, les critiques l'apprécient.

Bien qu'étant satisfaits du résultat, les Beatles n'apprécièrent pas particulièrement le film, estimant avoir été relégués au rang de figurants dans leur propre film. « Lorsqu'on a vu le film, on a été consterné, dira Harrison, mais certains ne l'étaient pas. Ce n'est qu'une bande dessinée en mouvement, juste une série d'événements. » Après la première, Lennon avoue ses doutes : 

« Help! est en film ce qu'Eight Days a Week est en disque. Beaucoup de gens ont aimé le film et beaucoup de gens ont aimé ce disque. Mais aucun des deux ne correspondait à ce que nous voulions. Ils étaient fabriqués. Le film ne nous a pas nui, mais nous n'avions aucun contrôle dessus. Pour une raison ou une autre, on s'est trompés. J'ai aimé tourner ce film, j'en suis assez satisfait mais je n'en suis pas fier. Ça ira. L'image est très bonne. Il y a de bons acteurs, pas nous, on ne joue pas la comédie, on fait ce qu'on peut. Je pense qu'au cinéma il y a pour nous plein de possibilités qui n'ont pas été exploitées. Il nous a fallu faire trois ou quatre disques avant de trouver notre couleur sonore. Je suppose qu'il en sera de même pour les films,. »

— John Lennon
 Le producteur Walter Shenson se dira « désolé que John soit de cet avis. Ça m'aurait été facile de m'incliner devant les Beatles pour des questions de goût, car je ne voulais rien qui puisse choquer les 11-12 ans. Les garçons étaient très progressistes, en avance sur la mentalité moyenne. J'aurais très bien pu les laisser faire un film surréaliste. » Même Lester se montre désinvolte dans la presse. « Il n'y a rien de neuf dans Help!. Il n'y a aucun regard porté sur notre époque. C'est une aventure de BD. »
Par la suite, le groupe hésitera à se lancer dans un autre projet cinématographique. En effet, Help! est considéré comme le dernier « vrai » film du groupe. Ils attendront deux ans avant de se retrouver ensemble devant les caméras pour le téléfilm Magical Mystery Tour qui marquera leur premier échec artistique. Entretemps, ils refuseront de tourner dans une adaptation d'un roman western de Richard Condon A Talent For Loving, dans lequel les Beatles doivent incarner quatre pionniers fraîchement débarqués de Liverpool. Lors d'une conférence de presse en août 1965, Lennon dément que A Talent For Loving sera leur prochain film car « Paul et moi n'écrirons rien qui porte ce titre. » Lennon suggère même un jour d'acquérir les droits du Seigneur des anneaux, mais les héritiers de Tolkien refusèrent de leur en vendre les droits.
L'engagement contractuel du groupe envers United Artists continuera cependant en 1968 avec la sortie du dessin animé Yellow Submarine et prendra fin en 1970 avec le documentaire Let It Be.

### Réédition
Le 29 octobre 2007, le film est réédité en double DVD par la maison d'édition des Beatles Apple Corps, dans une version entièrement restaurée et remastérisée en numérique, accompagné d'un deuxième disque contenant une heure de bonus. Une édition limitée deluxe, est également publiée, contenant une reproduction du script original de Lester, un livre de 60 pages illustré de photos rares prises durant le tournage, ainsi que les notes de production du film.

## Distinctions

### Récompenses
- Laurel Awards 1966 : Meilleure performance musicale (John Lennon, Paul McCartney, George Harrison, Ringo Starr)

### Nominations
- British Academy Film and Television Arts Awards 1966 : Meilleure photographie en couleurs (David Watkin), Meilleurs costumes (Julie Harris)
- Grammy Awards 1966 : Meilleure bande originale (John Lennon, Paul McCartney, George Harrison, Ken Thorne)

## Bande originale

### Chansons des Beatles
Tout comme pour A Hard Day's Night, les chansons de Help! n'ont que peu de rapport avec le scénario. « Je crois que toutes les chansons du film étaient déjà terminées lorsque le scénario fut achevé, confirme Dick Lester. On m'a donné une bande avec les maquettes de neuf chansons, et j'en ai choisi six d'une façon totalement arbitraire, quand je pensais que je pouvais en faire quelque chose. C'était aussi simple que ça, je les ai intégrées dans le film là où c'était possible, là où on pouvait en faire quelque chose ».

### Liste des chansons
- Help!
- You're Going to Lose That Girl
- You've Got to Hide Your Love Away
- Ticket to Ride
- I Need You
- The Night Before
- Another Girl
- She's a Woman (jouée en arrière-plan au cours de la séquence sous les plaines de Salisbury)
- A Hard Day's Night (jouée par un groupe de musiciens indiens)
- I'm Happy Just to Dance with You (jouée par un groupe pendant la scène de la bicyclette)
- You Can't Do That (jouée pendant la séquence dans les Alpes autrichiennes)

### Trame sonore
Contrairement à A Hard Day's Night, ce n'est pas à George Martin que Lester commande la partition du film, mais à Ken Thorne. « Dick Lester et moi ne nous étions pas trop bien entendus sur A Hard Day's Night, se souvient George Martin. Et le fait que j'ai obtenu une nomination aux Academy Awards pour ma direction musicale n'a probablement pas dû aider non plus ». Quatre pièces instrumentales de Thorne sont entendues dans le film et placées sur la bande-son américaine.

#### Titres classiques
On peut entendre dans le film :
- Le prélude du 3e acte de Lohengrin, de Wagner, lors de la bataille avec les Beatles, entendue dans In The Tyrol sur bande-son américaine.
- L'Ode à la joie de la Neuvième Symphonie de Beethoven, au moment de la confrontation de Ringo et du tigre.
- L'Ouverture 1812 de Tchaïkovsky.
- L'ouverture du Barbier de Séville de Rossini.

## Sorties

### Sorties cinéma
- Royaume-Uni : 29 juillet 1965
- France : 11 septembre 1965
- États-Unis : 9 août 1965 (Chicago); 11 août 1965 (New York)
- Suède : 19 octobre 1965
- Belgique : 22 octobre 1965
- Finlande : 10 décembre 1965
- Allemagne : 16 décembre 1965
- Danemark : 10 janvier 1966
- Espagne : 7 février 1966
- Mexique : 21 avril 1966
- Hongrie : 25 juillet 1979